# Krzysztof Seweryn Szymański
Krzysztof Seweryn Szymański (ur. 8 lipca 1950 w Poznaniu) – polski prawnik i samorządowiec, adwokat, w latach 2007–2010 przewodniczący sejmiku lubuskiego, wieloletni dziekan Okręgowej Rady Adwokackiej w Zielonej Górze.

## Życiorys
W 1968 ukończył I Liceum Ogólnokształcące im. Karola Marcinkowskiego w Poznaniu. W 1972 został absolwentem Wydziału Prawa i Administracji Uniwersytetu im. Adama Mickiewicza w Poznaniu. W 1975 zdał egzamin sędziowski, a w 1978 adwokacki. Specjalizował się w zakresie ochrony dóbr osobistych i odszkodowań. Od 1978 działał w zespole adwokackim (do 1982 w Krośnie Odrzańskim, następnie w Zielonej Górze), od 1992 w indywidualnej kancelarii, a w 2011 został partnerem w kancelarii Szymański & Kornalewicz Adwokacka Spółka Partnerska. Piastował funkcję dziekana Okręgowej Rady Adwokackiej w Zielonej Górze w kadencjach 1989–1995, 1998–2004 i od 2013. Wykładał też prawo i postępowanie karne dla aplikantów adwokackich w ORA w Zielonej Górze. Należał do rad nadzorczych spółek prawa handlowego, w tym spółek publicznych, m.in. Kino Polska TV SA oraz zakładów wodociągowych w Zielonej Górze i Krośnie Odrzańskim.
W 2006 uzyskał z listy Platformy Obywatelskiej mandat radnego sejmiku lubuskiego. Od 21 listopada 2007 (w miejsce Henryka Macieja Woźniaka) do 28 listopada 2010 sprawował funkcję jego przewodniczącego. W 2010 i 2018 bez powodzenia ubiegał się o ponowny wybór do tego gremium.
Odznaczony m.in. wyróżnieniem Adwokatura Zasłużonym.